# بياجيه
بياجيه هي شركة سويسرية لتصنيع الساعات والمجوهرات الراقية، أسسها عام 1874 جورج بياجيه في قرية «لا كوت-أو- فيه». تملكها مجموعة ريشمونت السويسرية المتخصصة بصناعة الترف.

## نبذة تاريخية
كل المعلومات مقتبسة من موقع بياجيه إلا إذا أشرنا إلى عكس ذلك.

### أصول الشركة (1874-1942)
عام 1874، افتتح جورج أدوار بياجيه أول مشغل له في الدارة العائلية الكائنة في قرية صغيرة من منطقة لو جورا السويسرية تدعى «لا كوت-أو-فيه»  من أجل تصنيع ساعات الجيب وحركات ساعات ذات دقة عالية كانت تطلبها منه ماركات شهيرة. سرعان ماتجاوز اسم بياجيه حدود منطقة نيوشاتل،
وعام 1911، قام تيموتي بياجيه ابن جورج بياجيه باستلام زمام الشركة العائلية، فكرس المصنع عمله لساعات المعصم.

### ماركة مسجلة
عام 1943، وبمبادرة من حفيدي المؤسس، جيرالد وفالانتان بياجيه، جرى تسجيل الماركة، فقامت الدار منذ ذلك التاريخ بإنتاج ابتكاراتها الخاصة بها وتطورت على الصعيد الدولي.
أدى تطور الشركة العائلية الكبير إلى افتتاح مصنع جديد عام 1945 ودائما في قرية لا كوت-أو-فيه، حيث توجهت بشكل خاص نحو التجديد ونحو الحركات فائقة الرقة.

### حركة فائقة الرقة (1956-1963)
طرح المصنع في لا كوت-أو-فيه عام 1957 الكاليبر 9P وكان أول حركة ميكانيكية ذات تعبئة يدوية فائقة الرقة (سماكتها 2ملم)، ثم طور الحرفيون في دار بياجيه عام 1960 الكاليبر 12P وكان أرق حركة أوتوماتيكية في العالم بسماكة تبلغ 2.3 ملم (دخل بشكل رسمي في كتاب الأرقام القياسية Guiness Book).
تنوعت مجموعة بياجيه، وابتكرت الدار علاوة على الساعات النقود، والساعات الخواتم، والساعات المشبك، والساعات أزرار الأكمام، أول أطقم المجوهرات الخاصة بها.
عام 1957 طرحت الساعة الرجالية أمبيرادور ومن ثم أصبحت الموديل المعلَم في الماركة.
اضطرت الشركة نتيجة توسعها إلى افتتاح مصنع آخر في جنيف مكرس للمجوهرات مع أول بوتيك عام 1959.

### مرحلة الازدهار (1964-1987)
حظيت المجوهرات بسرعة باعتراف دولي بفضل شخصيات لامعة مثل جاكي كينيدي، جينا لولوبريجيدا، أندي وارهول. وقامت الدار عام 1964 بعرض الساعات الأولى المجهزة بميناء من حجر كريم قاسٍ: لازورد، فيروز، أونيكس، عين النمر. ثم طرحت دار بياجيه ساعة الكم، رمز صناعة الساعات الثمينة. عام 1976، ظهر الكاليبر 7P وكان حركة تعمل بالكوارتز وأصغر حركة في جيله.
أبصرت ساعة بياجيه بولو بطراز ريادي النور عام 1979 .</ref> أصبحت الموديل الإيقونة في الدار. كما عرفت مجموعة دانسير التي طرحت عام 1986 النجاح نفسه. هكذا تواصل بياجيه منذ عام 1980 وتحت رئاسة إيف بياجيه تنمية حس الاستثناء، وتفرض الماركة مكانتها: «كمجوهراتي في صناعة الساعات».

### مرحلة الدمج (1988-2000)
اشترت مجموعة المنتجات الراقية فاندوم، وحاليا ريشمونت، دار بياجيه عام 1988.
فطرحت في التسعينيات من القرن الماضي مجموعات: بوسيسيون، تاناغرا، لايملايت، ميس بروتوكول مع أساور قابلة للتبديل.
من حيث الساعات، طرحت دار بياجيه موديل ألتيبلانو وأعادت عام 1999 ابتكار إحدى كلاسيكياتها أي تشكيلة أمبيرادور.
وتم تجميع الساعات الراقية المعقدة ضمن نفس المجموعة التي أطلق عليها بلاك تاي.

### حركة جديدة (2001-2008)
في نفس العام، نفحت دار بياجيه روحا شبابية في ساعة بولو التي ابتكرت في السبعينيات وطرحت مجموعة ماجيك ريفليكشنز.
وطوّر المصنع عدة خطوط من الحركات الميكانيكية، بحيث ظهرت عام 2000 أول حركة توربيون مصنع بياجيه هي الكاليبر 600P، أرق توربيون في العالم بسماكة 3.5 ملم.
احتفت دار بياجيه عام 2004 بمرور 130 عاما على تأسيسها.

## الخبرة
تصمّم دار بياجيه وتطوّر وتصنّع حركاتها الميكانيكية في داخل مصانعها. يعود تأسيس المصنع إلى عام 1874، وهو يضم 40 مهنة منذ التصميم وحتى تسليم الساعة المعقدة أو طقم المجوهرات الراقية.

### حركة فائقة الرقة
تحتل دار بياجيه موقعا أساسا بين رواد الحركات فائقة الرقة ب فضل حركة 9P اليدوية و12P الأوتوماتيكية، وهما أرق حركتين في العالم في عامي 1957 و1960. ومؤخرا، ظهرت انطلاقا منهما، الكاليبرات الحديثة 430P و450P و438P بسماكة تبلغ 2.1 ملم. ولقد استعملت هذه الابتكارات الأخيرة في تشكيلة ساعة ألتيبلانو.

### حركة توربيون
لزم أكثر من 3 سنوات من البحوث لتطوير حركة توربيون ونجم عن هذه البحوث الكاليبر600P، وهو أرق حركة توربيون في العالم (سماكته 3.5 ملم). يتميز قفص التوربيون بشكل خاص بالتعقيد ويتألف من 42 عنصرا صغيرا جدا، من بينها 3 جسور من التيتانيوم، ولا يتجاوز وزن القفص 0.2 غرام. أما التوربيون من النوع المحلق –التي تستند إلى محور فريد- فهي تحمل النقش P - كتعقيد إضافي في عملية التوازن. لإضفاء الوثوقية القصوى، كلف معلم ساعاتي واحد بتجميع وتركيب كل من الكاليبرات 600P.

### حركة توربيون سكوليت
تتميز حركة بياجيه التوربيون المحلقة والتعقيد الرمز، بكونها أرق موديل من حيث السماكة في العالم، إذ لا تتجاوز (سماكتها 3.5 ملم). قسمت إلى 60 جزءً تمثل الثواني. يشع مضلع الشمس انطلاقا من قفص التوربيون حيث جرى ترصيع الموديل بالذهب المغطى بالحجارة الكريمة. يقوم معلم ساعاتي واحد بتجميع وتركيب كل من حركات التوربيون سكوليت ويحمل كل منها عدة براءات اختراع.

### حركة تراجعية
إن الكاليبر560P هو حركة ميكانيكية ذات تعبئة أوتوماتيكية، جرى تصميمه وتطويره وتصنيعه داخل مصنع بياجيه، وتجهيزه بآلية معقدة لعرض الثواني التراجعية. يتحرك العقرب على قوس دائرة من 12 ساعة مدرّجة من صفر إلى 30 ويعود حالا إلى نقطة انطلاقه. لزم 24 شهرا من التصميم من أجل الأداءات الختامية الحِرفية: زخرفة كوت دو جنيف الدائرية، وترصيع البلاتين بالآلئ، وشطف الزوايا وإطالة الجسور وتزريق البراغي.

### حركة أوتوماتيكية
طرحت مجموعة جديدة من الحركات الميكانيكية ذات التعبئة الأوتوماتيكية عام 2006، وتم تجهيز الكاليبر 800P الذي يعرض الساعات والدقائق والثواني والثانية الوسطى والتاريخ العريض، بحابستين تؤمنان احتياطي دوران لمدة 72 ساعة. يخفق هذا الكاليبر ذو الـ12 خطا، أي بقطر يبلغ 26.8 ملم حسب التواتر التقليدي 21600 ذبذبة في الساعة (3 هرتز) ويؤمن ضبطه رقاص برغي. أما الكاليبر الناجم عنه 860P فهو يعرض على ميناءين فرعيين الثانية الصغيرة والوقت في منطقة زمنية ثانية، ويكمل المعلومات الوقتية مؤشر الليل/والنهار المتزامن مع المنطقة الزمنية الأساس.

### تقنية الطلاء
تديم دار بياجيه فن الرسم المنمنم بفضل تقنية تقليدية، إذ يقوم حرفي الطلاء بطحن الطلاء الخام وبتنظيفه حتى الحصول على مسحوق ناعم جدا ثم يمزجه بالوقود وبزيوت ماسكة لتحويله إلى تشكيلة من الألوان. يضع الطلاء بواسطة فرشاة بطبقات رقيقة متتالية، توضع القطعة بعد كل طبقة في فرن تتجاوز حرارته 800° للتحقق منها. يلزم لكل قطعة مطلية حوالي 20 دورة في الفرن وبعدها يتم الحصول على طلاء أبدي.

### الترصيع وعلم المجوهرات
تحوي دار بياجيه أهم مشغل للمجوهرات في جنيف حيث يجري صقل كل الحجارة وضبطها وترصيعها يدويا.
وتستعمل هذه الطريقة أيضا في تشكيلة الماس والحجارة الثمينة. فالماس مثلا، يلبي متطلبات معايير اللون (من D إلى G) والنقاء (منIF وحتى VVS). وتتم الرقابة على الماس بشكل صارم حسب بروتوكول داخلي خاص بمعايير اللون والصقل، ونقاء القيراط.

## المجموعات

### الساعات[6]
- -بلاك تاي
- - ألتيبلانو
- أبستريم
- - بياجيه بولو
- - دانسير
- -بوسيسيون
- - ميس بروتوكول
- - لايملايت
- - قطع استثنائية
- - كرياتيف كولكشن

### المجوهرات[7]
- - بوسيسيون
- - زواج
- - قلوب وشارمس
- - ميس بروتوكول
- - لايملايت
- - كرياتيف كولكشن
- - للرجال

## الحدث – الرعاية

### سبيريت أواردس
رعت دار بياجيه عام 2008 المهرجان الأميركي «سبيريت أورادس» للأفلام المستقلة. ولقد تم الاحتفال في 23 فبراير 2008 في سانتا مونيكا في كاليفورنيا.
كافأ مهرجان «سبيريت أواردس» الفائزين وهم:
- أفضل فيلم: جونو، لجازون ريتمان
- أفضل مدير: جوليان شنابل - ذي دايفينغ بل أند ذي باترفلاي
- أفضل سكريبت: تامارا جينكيز – ذي سافادجس
- أفضل ممثلة: إيلين بايج – جونو
- أفضل ممثل: فيليب سيمور هوفمان – ذي سافادجس
- أفضل دور ثاني للنساء: كايت بلانشيت – آم نوت ذير
- أفضل دور ثاني للرجال: شيويتل أجيوفور
- أفضل فيلم أجنبي: وانس (أيرلندا) لجون كارني
- أفضل أول فيلم: ذي لوك أوت، لسكوت فرانك

### محلات بياجيه
تتواجد دار بياجيه في 84 بلدا مع أكثر من 800 بوتيك في مختلف أنحاء العالم، وتقع أكثر المحلات تمثيلا في قلب الحاضرات الكبرى:
- بياجيه باريس- بلاس فاندوم. افتتحت عام 1992 وتقع بوتيك بياجيه في قلب الترف في العاصمة الفرنسية.
- بياجيه موناكو – بو زار. افتتحت بوتيك بياجيه في جادة بو زار منذ عام 1980.
- بياجيه برلين – كورفورستيندام: منذ عام 2002، افتتحت بوتيك بياجيه برلين في كورفورستيندام في برلين.
- بياجيه بالم بيتش – ساوث كانتري رود. افتتحت بياجيه بوتيك في بالم بيتش في فلوريدا، بجوار المحيط.
- بياجيه ميامي – كولينز أفينيو: في قلب فلوريدا، افتتحت بوتيك بياجيه في كولينز أفينيو، وسط مدينة ميامي.
- بياجيه نيويورك – الجادة الخامسة. استقرت بياجيه في أشهر جادات نيويورك في مانهاتن.
- بياجيه لاس فيغاس – أوتيل بالازيو. ترمز البوتيك التي افتتحت في عاصمة الألعاب إلى تطور بياجيه على الصعيد الدولي.

## الجوائز والمكافآت

### الجوائز الممنوحة
حازت دار بياجيه في تاريخها على جوائز عديدة:
- - عام 2002 منحت الهيئة التحكيمية لساعات باشن جائزة «ساعة العام» لموديل أمبيرادور.[9]
- - في مسابقة جائزة الساعات الكبرى في جنيف، حازت ساعة بياجيه 1967 على «جائزة الساعة ديزاين» عام 2002 وساعة ألتيبلانو XL على «جائزة الساعة فائقة الرقة» عام 2003 [10]，[11]。
- - في مسابقة جائزة الساعات الكبرى في جنيف، حازت بياجيه على جائزة الساعة الجوهرة النسائية عام 2006 عن موديل لايملايت بارتي [12]
- - عام 2006، انتقت مجلة «فوغ جوياس سباين» ساعة لايملايت بارتي أيضا «كأجمل ساعة نسائية لعام 2006».[13]
- - انتخبت الهيئة التحكيمية لمجلة «ريفو دو مونتر» الفرنسية ساعة بياجيه بولو كرونوغراف «ساعة العام 2007»، فئة الكرونوغراف.[14]
- - حاز موديل الأمبيرادور على جائزة الساعة الرجالية لعام 2007 (جائزة ساعة العام 2007 في الشرق الأوسط) الذي تنظمه مجلة عالم الساعات والمجوهرات.[15]
- - اختارت المجلة البلجيكية «باسيون دو مونتر» ساعة لايملايت بارتي سيكريت واتش «ساعة العام 2007» في فئة الساعات النسائية.[16]

### جائزة بياجيه لأفضل صائغ مجوهراتي
وضعت دار بياجيه عام 2005 جائزة أفضل صائغ مجوهراتي. وتُمنح هذه الجائزة إلى طالب يستحق بشكل خاص شهادة الكفاءة الفدرالية، وقد منحت الجائزة الأولى للمتخرّج دوريون ريكوردون.